# LIBRA (友納真緒のアルバム)
『LIBRA』（リブラ）は、友納真緒の通算1枚目のインストゥルメンタル・アルバム。2009年10月20日に発売された。

## 概要
チェリスト・友納真緒のプロデュース・演奏によるデビュー・アルバム。作曲家としてもスタートを切る自作曲（共作を含む）3曲と讃美歌、日本民謡・童謡を含めた10曲を収録している。

## 収録曲
1. MARIA - 讃美歌
2. 竹田の子守唄 - 日本民謡
3. 舞い降りて - 作曲：友納真緒
4. BOLERO 2009 - 作曲：M.Ravel
5. Gunossienne - 作曲：E.Satie
6. 未来ノタネ - 作曲：蓮沼健介、友納真緒
7. Sicillenne - 作曲：G.U.Faure
8. ペチカ - 作曲：山田耕筰
9. Satin Doll - 作曲：Duke Ellington
10. Manon - 作曲：友納真緒